# Зомергем
Зомергем (на нидерландски: Zomergem) е селище в Северна Белгия, окръг Гент на провинция Източна Фландрия. Населението му е около 8000 души (2006).